# Menhir de Crec'h Ogel
Le menhir de  Crec'h Ogel, appelé aussi la Pierre Longue, est situé à Saint-Gilles-Pligeaux dans le département français des Côtes-d'Armor.

## Protection
Il a été classé au titre des monuments historiques en 1971.

## Description
Le menhir est en granite porphyroïde. Sa forme est ogivale. Il mesure 4,90 m de hauteur pour 9,46 m de largeur et 2 m d'épaisseur.
Depuis le site on peut apercevoir la Croix de Pasquiou menhir christianisé situé à une centaine de mètres à l'est.